# Personaggi di Vampire Knight
Personaggi del manga ed anime Vampire Knight. La protagonista del manga è Yuki Cross, una dei due Guardiani della Cross Academy. Sono riportati in ordine di importanza nel manga.

## Vampiri

### Yūki Kuran/Cross
Yūki Cross (黒主優姫?, Kuran, Yūki Kurosu) è la protagonista del manga. Viene ritrovata all'età di cinque anni dispersa sotto la neve da Kaname Kuran che la salva dall'attacco di un vampiro e l'affida a Kaien Cross, che l'adotta come figlia. Insieme a Zero è una Guardiana dell'Accademia, il compito dei Guardiani è quello di fare in modo che la vera identità degli studenti della Night Class non venga rivelata, e di vegliare che nessun studente della Day Class esca di notte e si esponga a pericoli. Nella saga di Rido Kuran, nel manga, e nella serie Vampire Knight Guilty, nell'anime, si scopre la sua vera natura di vampira assopita dalla madre Juri per proteggerla. Viene risvegliata da Kaname in cui gli ha dato il suo sangue.

### Kaname Kuran
Kaname Kuran (玖蘭枢?, Kaname Kuran) è un vampiro di sangue puro, l'unico appartenente alla famiglia Kuran rimasto, a parte Rido Kuran. Accetta di aiutare Kaien Cross nel suo progetto di istituire un'Accademia che ospita sia vampiri che umani, diventando il capodormitorio della Night Class. Successivamente si scopre che in realtà ha accettato solo per riuscire a proteggere Yuki e portare a termine i suoi piani cioè risvegliare il vampiro che è in lei e portare con sé sua sorella.

### Hanabusa Aidoh
Hanabusa Aidoh (藍堂英?, Aidō Hanabusa) è uno studente della Night Class. Fa parte della famosa famiglia aristocratica degli Aidoh ed è cugino di Akatsuki Kain. Prova un profondo affetto verso Kaname, che si dimostra sempre molto severo nei suoi confronti, e un grande rispetto per i sangue puro. Nel manga, dopo la chiusura della Cross Academy gli verrà affidata l'istruzione e la salvaguardia di Yuki Kuran.

### Akatsuki Kain
Akatsuki Kain (架院暁?, Kain Akatsuki) è uno studente della Nigh Class, e cugino di Aidoh. Viene spesso coinvolto nelle azioni del cugino e punito per colpa sua. Dimostra di tenere molto a Ruka, della quale è profondamente innamorato ma per il suo orgoglio non glielo dirà mai.

### Takuma Ichijo
Takuma Ichijo (条拓麻?, Takuma Ichijō) è uno studente della Night Class, nipote di Asano Ichijo, detto "il Venerabile", persona di spicco sia nel mondo umano che in quello dei vampiri. La famiglia Ichijo è, dopo le famiglie dei sangue puro, la famiglia aristocratica più importante ed influente. Takuma è il vice capodormitorio della Night Class e aiuta spesso Kaname nelle suo questioni. È a conoscenza di alcuni dei piani di quest'ultimo e sarà complice nei fatti atti al risveglio di Rido Kuran.

### Senri Shiki
Senri Shiki (支葵 千里?, Senri Shiki) è uno studente dell'Night Class, figlio di Rido Kuran e quindi cugino di Kaname e Yuki. È molto legato a Rima con la quale condivide la carriera di modello. Nella saga di Rido Kuran, il suo corpo verrà posseduto da quest'ultimo, che lo userà in attesa della piena ripresa del proprio corpo.

### Rima Toya
Rima Toya (遠矢 莉磨?, Tōuya Rima) è una studentessa della Night Class, è molto legata a Shiki ed è una grande fan della madre di questo, famosa attrice e modella. È anche per questo che ha scelto di intraprendere la carriera di modella. Nella saga di Rido Kuran cercherà di liberare Shiki da Rido, arrivando anche ad uno scontro fisico con il sangue puro, nel quale rimarrà gravemente ferita.

### Ruka Souen
Ruka Souen (早園 瑠佳?, Sōen Ruka) è una studentessa della Night Class. Appare evidente fin dall'inizio il suo interesse per Kaname. È tormentata dal continuo rifiuto di Kaname di bere il suo sangue, che ha accettato di bere solo all'arrivo di Ruka all'accademia. Consapevole di non essere corrisposta, si arrenderà solo quando scoprirà dell'esistenza della principessa del casato Kuran, Yuki Kuran, promessa compagna di Kaname.

### Seiren
Seiren (星煉?, Seiren) è una vampira di sangue nobile, amica d'infanzia di Aidoh, Kain e Ruka. Il suo potere non è chiaro. Funge da spia e guardia del corpo per Kaname, ed è sempre la prima a difenderlo da qualsiasi minaccia. Per esempio, si astiene a malapena dall'uccisione di Zero quando il ragazzo punta la Bloody Rose contro Kaname, dopo che questi l'aveva paragonato ad un livello E. Fino ad ora, il cognome di Seiren non è stato ancora rivelato e non si è a conoscenza di possibili parenti. Quando non indossa la divisa, la si vede spesso con abiti dallo stile orientale. Dopo la morte di Rido, decide di seguire Kaname e Yuki nella residenza dei Kuran, per continuare a servire il sangue puro.

### Shizuka Hiou
Shizuka Hiou (緋桜閑?, Hiō Shizuka), chiamata la "principessa della fioritura impazzita", grazie al suo potere di controllare gli organismi vegetali, diventa pazza e scompare dopo l'attacco alla famiglia Kiryu. Shizuka provava rancore nei confronti della famiglia perché i genitori di Zero, due hunters professionisti, avevano ucciso il suo amato umano divenuto vampiro, finito sulla lista nera dell'Associazione Hunter per volere dell'ex compagno della vampira, il sangue puro Rido Kuran. Uccisi i due hunters, morde Zero e prende con sé Ichiru. Per riavvicinarsi a Zero decide di entrare nella Night Class ma celando la sua vera identità, per questo si impossessa del corpo di Maria Kunerai. Si dimostra subito molto gentile nei confronti di Yuki, ma lo fa solo per conquistare la sua fiducia. Quando capisce che Yuki prova un profondo affetto nei confronti di Zero le propone un patto promettendo alla ragazza di poter salvare la vita a Zero in cambio della vita di Kaname Kuran o della sottomissione di Yuki stessa. La ragazza sceglie di sacrificarsi per salvare sia Kaname che Zero, ma quest'ultimo la salva ferendo la vampira. Kaname Kuran approfitta della lontananza di Ichiru da Shizuka, impegnato in una discussione con Zero, per ucciderla strappandole il cuore, rea di voler uccidere lui e Yuki. È interpretata da Fumiko Orikasa.

### Sara Shirabuki
Sara Shirabuki (Shirabuki Sara?) è una vampira di sangue puro, è colei incaricata di fermare Kaname Kuran, dopo che questi ha eliminato il Concilio. Accoglie Ichijo dopo essere venuta a sapere che era amico di Kuran, intenzionata a scoprire i piani del sangue puro, per eliminarlo e diventare regina al suo posto. Sara vede i suoi sottoposti come "giocattoli" o "pedine" e non si fa scrupoli a torturare ed eliminare questi ultimi. Si fidanzò con Ouri, un sangue puro che lei stessa fece uccidere da un'hunter da lei trasformata, che poi si suicidò. Shirabuki affermò che era stato Ouri stesso a chiederglielo, perché stanco della lunga vita che aveva alle spalle. Sara Shirabuki beve il sangue solo di persone che lei stessa reputa "carine e dolci", mettendole prima al corrente della sua vera natura. Sembra avere interesse soprattutto per Yori. Ella veste con abiti sfarzosi, che si adattano al suo rango di sangue puro.

### Rido Kuran
Rido Kuran (Kuran Rido?) è il padre di Shiki, zio di Kaname e Yuki, vampiro di sangue puro e fratello maggiore di Haruka e Juri. Era innamorato di quest'ultima, e se ne andò quando la sorella sposò Haruka. È il principale antagonista di tutta la serie. Era il fidanzato di Shizuka Hiou, e fu lui a mettere l'amante umano di quest'ultima sulla lista nera dell'Associazione Hunter. Dieci anni prima delle vicende narrate nel manga, Rido tentò di impossessarsi di Yuki, uccidendo Haruka e Juri. Aiutato dal Consiglio degli Anziani e segretamente anche dall'Associazione Hunter, Rido rimase in uno stato vegetativo per anni, accudito dal prozio di Shiki. Rido riuscì a vivere trasferendosi da un corpo all'altro; aveva gli occhi di due colori diversi (rosso e blu), così, quando possedeva qualcuno, lo si poteva capire dagli occhi. Rido prese possesso del corpo del figlio e penetrò all'interno della Cross Academy aiutato da Ichijo, alla ricerca di Yuki. Tuttavia, fu costretto ad abbandonare il corpo di Shiki quando questi si liberò grazie a Rima. Si reincarnò, grazie al sangue che Kaname gli aveva dato, nel suo vero corpo, confrontandosi con Yuki. Vedendo la somiglianza che aveva con Yuri, decide di non divorarla ma di farne la sua amante. La ragazza rifiuta e lo uccide con l'aiuto di Kaname e Zero. Più tardi venne rivelato che Rido non è morto, bensì esiste come un frammento della coscienza di Kaname, che solo lui può vedere e sentire. Viene anche rivelato che fu Rido a sottrarre il primo figlio a Yuri e Haruka per sacrificarlo e resuscitare il Kaname antenato. Il nome del bambino era Kaname. È interpretato da Tarusuke Shingaki.

### Haruka Kuran
Haruka Kuran (Kuran Haruka?) è il padre di Kaname e Yuki, fratello di Rido e Juri, marito di quest'ultima e vampiro di sangue puro. Al momento della sua morte, avvenuta per mano del fratello, rivela che lui e Juri hanno 3000 anni, nonostante conservino l'aspetto di due giovani coniugi. Quando Rido attacca la residenza dei Kuran, Haruka fa guadagnare tempo a Juri, impegnata a sigillare i ricordi di Yuki, la principessa purosangue dei Kuran, obbiettivo di Rido. Durante lo scontro mostra la potenza dei sangue puro, uccidendo due servi di Rido e usando i loro corpi per creare una creatura mostruosa che, agli ordini di Haruka, si scaglia contro Rido. Haruka riesce a colpire Rido, ma questi lo trapassa al cuore con una lama anti-vampiro, il tipo di armi utilizzate dagli hunter, fatta di un acciaio che blocca la capacità di guarigione di qualsiasi vampiro, anche di sangue puro. Kaname tenta di aiutarlo, ma Haruka gli dice di non battersi con Rido e lo abbraccia. Quando gli effetti della lama hunter hanno effetto, la pelle del vampiro inizia a creparsi e Haruka si disintegra in tanti piccoli cristalli. È interpretato da Hirofumi Nojima.

### Juri Kuran
Juri Kuran (Kuran Yuuri?) è la madre di Kaname e Yuki, sorella di Rido e Haruka. È moglie di quest'ultimo e vampira di sangue puro. Assomiglia molto alla figlia. Dopo l'apparizione di Rido, dieci anni prima delle vicende narrate nel manga, Juri, con il permesso di Haruka, sigillò i ricordi di Yuki e il suo sangue di vampiro, sacrificando la sua stessa vita, perché desiderava che la figlia potesse vivere in pace come una normale ragazza umana. Si scopre che Kaien Cross era in debito con lei, poiché gli risparmiò la vita dopo che l'hunter l'ebbe attaccata quando era incinta, a patto che fondasse una scuola dove umani e vampiri potessero coesistire. Il suo ultimo desiderio fu che Kaname si prendesse cura di Yuki. È interpretata da Mariko Kouda.

### Maria Kurenai
Maria Kurenai (Kurenai Maria?) è una vampira di sangue nobile e di debole costituzione. Permette a Shizuka Hiou, sua lontana parente, di possedere il suo corpo, chiedendo in cambio il suo sangue, in modo che il suo corpo si fortifichi. È molto legata a Shizuka e Ichiru e sembra provare qualcosa per quest'ultimo. Quando si riprende, abbraccia Zero scambiandolo per Ichiru. Dopo aver capito l'errore, gli chiede, se dovesse incontrare di nuovo il fratello, di dire ad Ichiru che vorrebbe rivederlo. A Zero rivela che c'è qualcuno, che poi si scoprirà essere Rido Kuran, che ha messo sulla lista nera degli hunter l'amante di Shizuka, e Maria teme che quello che ha fatto questo sia il vero nemico dei sangue puro e di Zero. Alla fine torna a casa con la sua famiglia. La sua ultima apparizione risale a quando, durante la sua ricerca di Ichiru, vede Kaname sterminare il Consiglio degli Anziani. È infatti lei ad avvertire il padre di quello a cui ha assistito. È interpretata da Mai Nakahara.

### Asano Ichijo
Detto "il Venerabile", è il più alto membro della famiglia Ichijo, famiglia importante sia nel mondo umano che in quello dei vampiri. come membro del Consiglio degli Anziani, controlla la situazione nel collegio Cross, e invita più volte suo nipote, Takuma, a controllare le azioni di Kaname Kuran. Takuma si rifiuta, ma alla fine aiuterà suo nonno nel risveglio di Rido, tradendo così Kaname. Il Venerabile e Takuma si affrontano in battaglia, Takuma viene ritrovato in seguito da Sara Shirabuki, mentre non si hanno notizie del Venerabile.

### Ouri
Ouri (Ouri?) è un vampiro di livello A, purosangue, fidanzato di Sara. Fu ucciso da Sara stessa, per mezzo di una cacciatrice da lei vampirizzata e soggiogata così alla sua volontà. Nonostante si dica che i sangue puro siano immortali, i modi per uccidere un livello A sono che l'assassinio avvenga per mano di un altro sangue puro oppure di un abilissimo hunter. Quando Ouri fu trovato morto, i vampiri avanzarono l'ipotesi che si fosse suicidato o che un hunter, trasgredendo agli accordi, l'avesse ucciso. In realtà fu Shirabuki a porre fine alla sua vita, dietro richiesta dello stesso Ouri.

## Fratelli Veri

### Vero Kaname Kuran
Kaname Kuran (玖蘭 樞 Kuran Kaname) era un vampiro purosangue e il vero fratello maggiore di Yuki Kuran che fu sacrificato dallo zio Rido per resuscitare l'antenato della famiglia Kuran.

## Hunters

### Zero Kiryu
Zero Kiryu (錐生零?, Zero Kiryū) è uno studente della Day Class. È stato adottato da Kaien Cross dopo lo sterminio della sua famiglia ad opera della puro sangue Shizuka Hiou. Insieme a Yuki è un Guardiano dell'Accademia. Prova un odio profondo per i vampiri, non solo per il fatto che ha segnato la sua infanzia, ma anche perché la sua famiglia era una delle più famose famiglie di cacciatori di vampiri. Dimostra subito una profonda avversione verso gli studenti della Night Class, in particolare verso Kaname. Yuki scopre in seguito che il giorno della tragedia che ha colpito la famiglia Kiryu, Zero fu morso da Shizuka, morso che poi lo trasforma in vampiro. Zero riuscirà a conciliare il suo essere vampiro con il suo ruolo di cacciatore.

### Kaien Cross
Kaien Cross (黒主理事長?, Kurosu Kaien) è il direttore e fondatore della Cross Academy. Prima di diventare un pacifista sostenitore della possibile convivenza tra umani e vampiri era un cacciatore di vampiri; era conosciuto con il titolo di "Legendary Vampire Hunter". Decide di istituire la Cross Academy, destinata ad accogliere studenti vampiri e umani, in seguito all'incontro fatto con Juri Kuran, madre di Kaname e Yuki. Infatti, la donna gli risparmiò la vita ma in cambio chiese la fondazione di una scuola che potesse accogliere la razza umana e i vampiri, in modo da gettare le basi per una coesistenza. In seguito diventa il padre adottivo di Yuki, che le venne affidata da Kaname, dopo che quest'ultimo la salvò dall'attacco di un altro vampiro. Dopo la tragedia della famiglia Kiryu adotta l'unico sopravvissuto, il giovane Zero. Nella battaglia finale impugnerà la spada per difendere i suoi allievi, dopodiché la riporrà nel fodero promettendo di non usarla più. È interpretato da Hozumi Gōda.

### Toga Yagari
Toga Yagari (夜刈十牙?, Yagari Tooga) è il miglior cacciatore di vampiri esistente, Toga Yagari è stato il maestro di Zero e Kaito Takamiya e gli ha insegnato come diventare Vampires Hunters. Ha perso l'occhio destro proteggendo Zero da un vampiro di livello E. Molte volte sente il desiderio di ucciderlo, per via della nuova natura del ragazzo, ma si ferma sempre per l'affetto che prova nei suoi confronti. È interpretato da Hiroki Yasumoto.

### Kaito Takamiya
Kaito Takamiya (Takamiya Kaitō?) è l'insegnante di etica al Collegio Cross, dove un tempo studiava, sostituisce Yagari dopo che questi ha abbandonato il posto. È stato allevato e addestrato dallo stesso Yagari, il che fa di lui un suo vecchio allievo e un ex-compagno di Zero. È grazie a lui che Yori riesce ad imbucarsi alla festa da ballo dei Kuran per rivedere Yuki, anche se la ragazza non sa che il piano di Takamiya è fomentare i vampiri perché facciano un gesto avventato e dare così a Zero la possibilità di uccidere Yuki. I rapporti con Zero, che Kaito considera "emotivamente instabile", sono quantomeno burrascosi, a causa della rivalità che li divideva fin dal periodo dell'addestramento come hunters. Suo fratello venne morso da un sangue puro e quando venne il momento di affidargli la prima missione, Kaito chiese e Yagari di poter uccidere il fratello, poiché non sopportava di vederlo allo stato di livello E. In quanto all'aspetto fisico, somiglia molto a Shiki. Prima di comparire nel manga, dove fa la sua prima apparizione nel capitolo 53, è introdotto come personaggio nel secondo racconto del romanzo "Il peccato del ghiaccio blu", nella storia che racconta il periodo che Zero passò come allievo di Yagari insieme a Ichiru e, per l'appunto, Kaito.

## Umani

### Sayori "Yori" Wakaba
Sayori Wakaba (若葉沙頼?, Wakaba Sayori), spesso abbreviato in Yori, è una studentessa della Day Class e migliore amica di Yuki sin dalle scuole medie. È l'unica studentessa a provare timore nei confronti degli studenti della Night Class, essendo tuttavia all'oscuro della loro vera natura. Continua ad essere la migliore amica dei Yuki anche dopo che quest'ultima, trasformata in vampiro, la salva da uno dei servi di Rido, che la voleva aggredire. Sembra essere l'unica della Day Class, insieme a Yuki, a non provare timore per Zero. Dopo lo scioglimento della Night Class, gli studenti umani sono venuti a conoscenza della loro vera natura, e per questo l'Associazione Hunter cancella i ricordi a tutti. L'unica che si rifiuta categoricamente di farsi cancellare i ricordi è Yori, la capodormitorio femminile e pochi altri. Durante la festa indetta da Kaname per presentare Yuki all'alta società dei vampiri, Yori riesce ad imbucarsi grazie all'aiuto di Kaito Takamiya, un Hunter, ora professore di etica alla Cross Academy, ex-allievo di Yagari ed ex-compagno di Zero.

### Ichiru Kiryu
Ichiru Kiryu (Kiryu Ichiru?) è il fratello gemello di Zero, poco considerato dai suoi genitori in quanto fisicamente debole e malato e quindi inadatto a diventare un hunter. Decide di seguire Shizuka dopo la morte dei suoi genitori, perché vuole diventare più forte. Dopo la morte della sua maestra, di cui era per giunta innamorato, s'iscriverà lui stesso all'accademia Cross, dove entrerà in aperto conflitto con il fratello Zero. Verso la fine della seconda serie, chiederà a Zero di divorarlo poiché, in quanto gemelli, era previsto dalla leggenda che uno dei due dovesse soccombere, rinforzando l'altro. È interpretato da Mamoru Miyano.